# Takuma Sugano
Takuma Sugano (født 5. april 1980) er en tidligere japansk fodboldspiller.
Han har spillet for flere forskellige klubber i sin karriere, herunder JEF United Ichihara, Ventforet Kofu og Shonan Bellmare.